# Masdevallia parsonsii
Masdevallia parsonsii är en orkidéart som beskrevs av Carlyle August Luer. Masdevallia parsonsii ingår i släktet Masdevallia och familjen orkidéer.
Artens utbredningsområde är Colombia. Inga underarter finns listade i Catalogue of Life.